# Liste der Monuments historiques in Warmeriville
Die Liste der Monuments historiques in Warmeriville führt die Monuments historiques in der französischen Gemeinde Warmeriville auf.

## Liste der Objekte
| Bezeichnung | Beschreibung          | Standort                       | Kennzeichnung | Schutzstatus | Datum | Bild |
| ----------- | --------------------- | ------------------------------ | ------------- | ------------ | ----- | ---- |
| Taufbecken  | Sten, bezeichnet 1572 | in der Kirche St-Martin (Lage) | PM51001245    | Classé       | 1908  |      |